# Gare de Poitiers
La gare de Poitiers est une gare ferroviaire française de la ligne de Paris-Austerlitz à Bordeaux-Saint-Jean, située dans le centre de la ville de Poitiers, dans le département de la Vienne, en région Nouvelle-Aquitaine.
Elle est l'une des rares gares dont les quais sont accessibles à la fois par un passage souterrain et par une passerelle aérienne. Cette dernière relie les deux rues bordant les voies de chemin de fer, et permet d'accéder au parc de stationnement et au centre de conférences.

## Situation ferroviaire
Établie à 76 mètres d'altitude, la gare de Poitiers est située au point kilométrique (PK) 336,560 de la ligne de Paris-Austerlitz à Bordeaux-Saint-Jean, entre les gares ouvertes de Chasseneuil et de Ligugé. Vers Chasseneuil, s'intercale la gare fermée de Grand-Pont-Preuilly, et vers Ligugé, celle également fermée de Saint-Benoît.
Gare de bifurcation, elle est également l'origine de la ligne de Poitiers à Arçay sur laquelle seul le tronçon jusqu'à la gare de Neuville-de-Poitou reste en exploitation pour les besoins du trafic fret de la gare de Chalandray, située sur la ligne de Neuville-de-Poitou à Bressuire, afin de desservir la coopérative agricole Centre Ouest Céréales.

## Histoire
La ville de Poitiers est desservie par le chemin de fer dès 1851 du fait de sa position sur la ligne Paris - Bordeaux. Cette ligne est construite par deux sociétés différentes et ouverte en plusieurs étapes. Tandis que la partie de Paris à Orléans revient à la Compagnie du chemin de fer de Paris à Orléans, la section d'Orléans à Bordeaux est attribuée à la Compagnie du Chemin de fer d'Orléans à Bordeaux. La gare de Poitiers est inaugurée le 15 juillet 1851 lors de l'ouverture de la section Tours - Poitiers. La section de Poitiers à Angoulême est ouverte deux ans plus tard, permettant de relier Poitiers à Bordeaux (cette dernière étant reliée à Angoulême depuis 1852). Les lignes entre Poitiers et La Rochelle, d'une part, et entre Poitiers et Limoges, d'autre part, sont ouvertes respectivement en 1857 et 1867. Les voies ont été électrifiées en 1938.

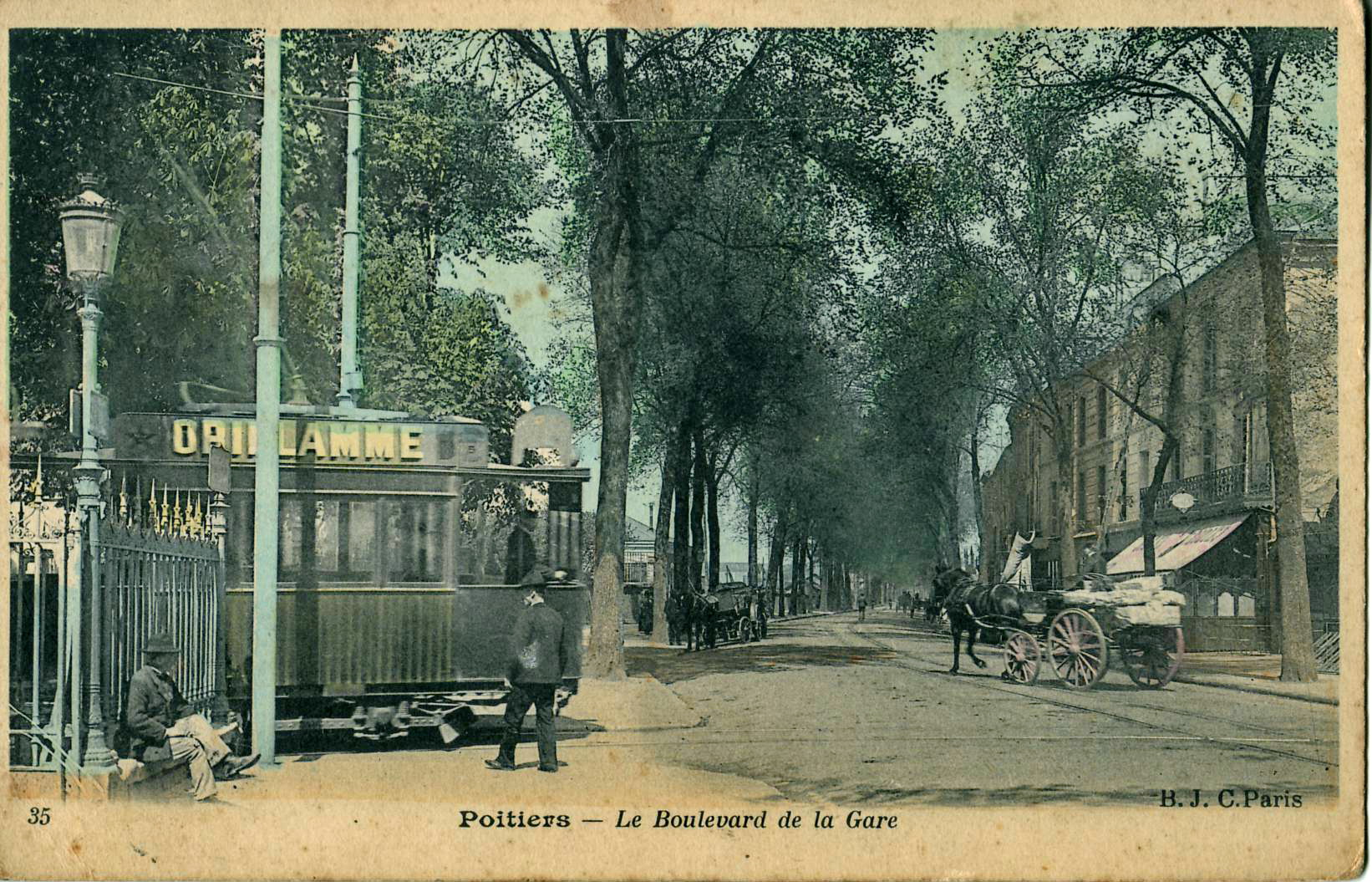
Rame du Tramway de Poitiers, au départ de la gare.

En 1899, la gare est desservie par un réseau de tramways électriques.
Durant la Seconde Guerre mondiale, elle est détruite par les bombardements alliés les 12 et 13 juin 1944. Une grande partie du bâtiment actuel est reconstruite au lendemain du conflit.
Depuis la fin des années 1980, la gare est plusieurs fois remaniée et modernisée pour accueillir toujours plus de voyageurs notamment avec l'augmentation des dessertes par TGV et l'électrification de l'axe Poitiers - La Rochelle en 1993. Cependant, au cours de la deuxième moitié du XXe siècle, la gare voit la réduction, voire la disparition d'un bon nombre de relations régionales ou transversales avec les fermetures de lignes comme celle de Poitiers à Châteauroux ou celle de Poitiers à Nantes. Les circulations sur ces deux lignes ferroviaires sont remplacées par des services d'autocars. La régionalisation des transports mise en œuvre depuis quelques années freine ce processus de déclin des lignes secondaires, avec notamment la modernisation de l'axe TER Poitiers - Limoges dont le temps de parcours est réduit à 1 h 35 min, en 2010.
Un deuxième parc de stationnement est construit en raison de l'augmentation du nombre de voyageurs. Ce bâtiment abrite également le nouveau centre de conférences de Poitiers.
Le 28 mai 2000, une nouvelle gare est mise en service au nord de Poitiers pour desservir le Futuroscope.
La LGV Sud Europe Atlantique est en service depuis le 2 juillet 2017. Elle met Poitiers à environ 1 heure de Bordeaux et à 1 h 15 de Paris (meilleurs temps de parcours).

## Fréquentation
En 2022, selon les estimations de la SNCF, la fréquentation annuelle de la gare est de 3 463 640 voyageurs. Ce nombre s'élève à 2 681 891 en 2021, à 1 897 571 en 2020 et à 3 217 576 en 2019.

## Service des voyageurs

Vue panoramique devant l'entrée de la gare, en septembre 2014.

### Accueil
Gare SNCF, elle dispose d'un bâtiment voyageurs, avec guichet, ouvert tous les jours. Elle est équipée d'automates pour l'achat de titres de transport TER.

### Desserte

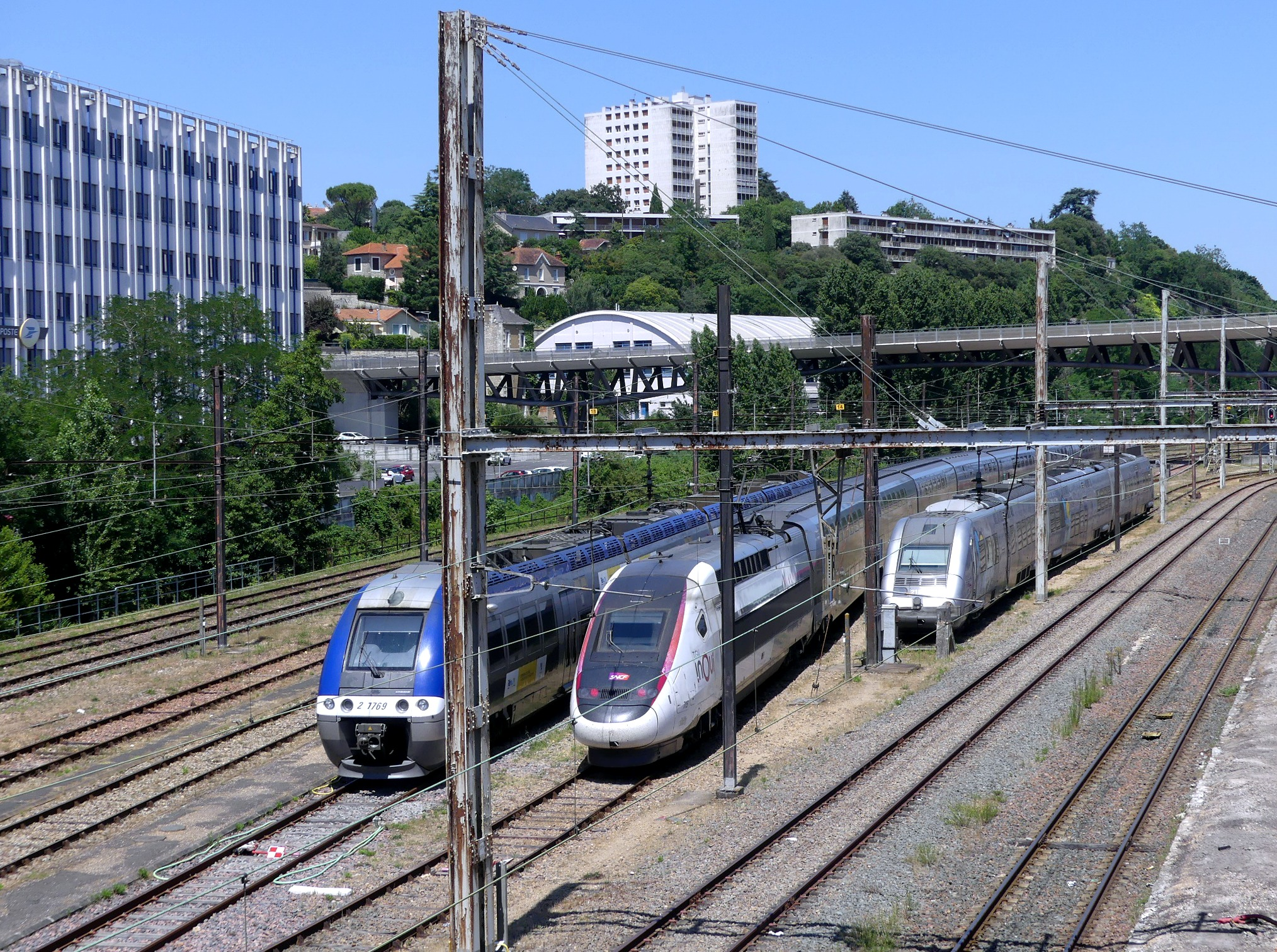
Rames TER et TGV au faisceau de la gare.

Pour le trafic TGV, la gare est desservie par des TGV reliant Paris-Montparnasse à Bordeaux-Saint-Jean et à La Rochelle. Elle est également desservie par des TGV reliant Bordeaux-Saint-Jean à Lille et à Strasbourg. Certains TGV en provenance ou à destination de Paris-Montparnasse ont également leur terminus ou leur origine à Poitiers.
En ce qui concerne le trafic TER, elle est desservie par des TER reliant Poitiers à Tours, Châtellerault, Niort, La Rochelle, Limoges-Bénédictins et Angoulême.
La gare routière permet de relier par autocar Poitiers à Nantes, Bressuire, Parthenay, Le Blanc et Châteauroux.
Pour le trafic de fret, ce sont des dessertes céréalières qui constituent la majorité de l'activité.

### Intermodalité
Un parc pour les vélos et un parking sont aménagés à ses abords.
Un pôle d'échanges, comprenant la gare routière, est desservi par les bus urbains du réseau des autobus de Poitiers (Vitalis) (lignes : 1, 1E, 2A, 2B, 3, 11, 12, 13, 14, 16, 17, 20, 21, 24, 25, 28, 29, 31, 33, 33E, 35, 36, A, B, C, D, E, N2A, N2B et N3 qui est une ligne sur réservation), ainsi que par les cars du réseau interurbain de la Vienne (lignes : 110, 111, 112, 113, 114, 125, 126, 240 et 241).